# Санто Стефано д'Авето
Санто Стѐфано д'А̀вето (на италиански: Santo Stefano d'Aveto; на лигурски: San Steva d'Aveto, Сан Стева д'Авето) е село и община в Северна Италия, провинция Генуа, регион Лигурия. Разположено е на 1012 m надморска височина. Населението на общината е 1207 души (към 2011 г.).